# Административный район Пибор
Административный район Пибор — провинция Южного Судана.

## История
С самого начала независимости Южного Судана народы аньюак, джие, качепо и мурле в штате Джонглей стремились к большей автономии от правительства штата, в котором доминировали нуэр и динка. Возникшие в результате вооруженные восстания против правительства Южного Судана GoSS, первоначально рассредоточенные, объединились в Демократическое движение/Армия Южного Судана, в котором, в свою очередь, в конечном итоге доминировали Дэвид Яу Яу и его фракция «Кобра». Мирные переговоры весной 2014 года привели к компромиссу, в результате которого в штате Джонглей были выделены два округа Пибор и Почалла для создания нового полуавтономного административного района Большой Пибор. Особый административный район был распущен после создания штата Бома (штат) в 2015 году. В результате мирного соглашения, подписанного в феврале 2020 года, штат Бома был распущен, а Пибор был преобразован в особый административный район.

## Административное деление
- Пибор (округ)[англ.]
- Почалла (округ)[англ.]